# Béjar
Béjar es un municipio y ciudad española de la provincia de Salamanca, en la comunidad autónoma de Castilla y León. Se distingue como el núcleo de población más importante del sureste salmantino y se considera la capital o centro de servicios de la comarca de la Sierra de Béjar. Conforma el partido judicial de Béjar y la mancomunidad Embalse de Béjar.
Su término municipal está formado por los núcleos de población de Béjar, Fuentebuena, Palomares, Valdesangil, El Castañar y La Glorieta, y cuenta con una población de 11 957 habitantes (INE 2024).

## Toponimia
La etimología del topónimo Béjar —probablemente prerromano y documentado en el pasado como Biclara y Biclaro— es incierta.

## Geografía

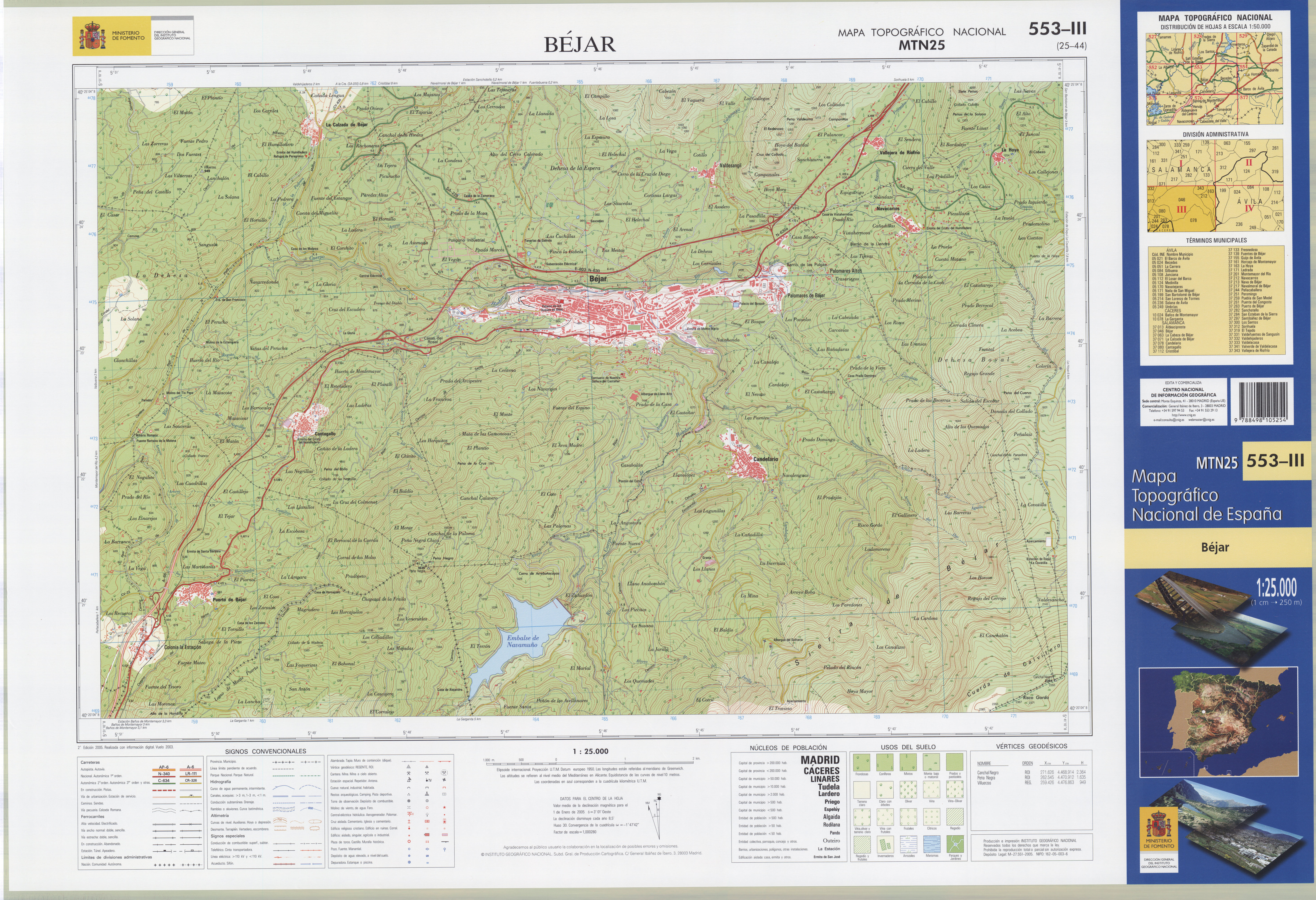
Fragmento 0553c3 del Mapa Topográfico Nacional de España del año 2005 a escala 1:25000 impreso y escaneado a 250 ppp. Se representa Béjar

Integrado en la comarca de Sierra de Béjar, de la que ejerce de capital, se sitúa a 73 kilómetros de Salamanca. El término municipal está atravesado por la Autovía Ruta de la Plata (A-66) y por la carretera nacional N-630, entre los pK 411 y 417, además de por la carretera SA-220 (Béjar-Ciudad Rodrigo) y por carreteras locales que permiten la comunicación con Navalmoral de Béjar, Candelario y La Calzada de Béjar.
El relieve del municipio está configurado por dos zonas montañosas separadas por el valle del río Cuerpo de Hombre, donde se asientan el casco urbano y la pedanía de Palomares de Béjar. La zona montañosa del norte que limita el valle está formada por la sierra que se forma alrededor de Peña Cebollera (1521 metros), que pertenece al pequeño municipio vecino de Vallejera de Riofrío. Por el sur, el valle está limitado por la sierra de Béjar, que en el municipio asciende hasta los 2364 metros en Canchal Negro, en el límite con el pequeño municipio de Navacarros y con la provincia de Ávila. También destaca el pico Peña Negra (1635 metros), en el límite con el municipio de Cantagallo y con Extremadura . La altitud oscila por tanto entre los 2364 metros (Canchal Negro) y los 660 metros a orillas del río Cuerpo de Hombre. El casco histórico se alza a 953 metros sobre el nivel del mar 
| Noroeste: La Calzada de Béjar                | Norte: Navalmoral de Béjar y Sanchotello | Nordeste: Fresnedoso                          |
| Oeste: Aldeacipreste                         |                                          | Este: Vallejera de Riofrío y Navacarros       |
| Suroeste: Cantagallo y La Garganta (Cáceres) | Sur: Candelario                          | Sureste: Solana de Ávila (Ávila) y Candelario |

## Historia

### Edad Media

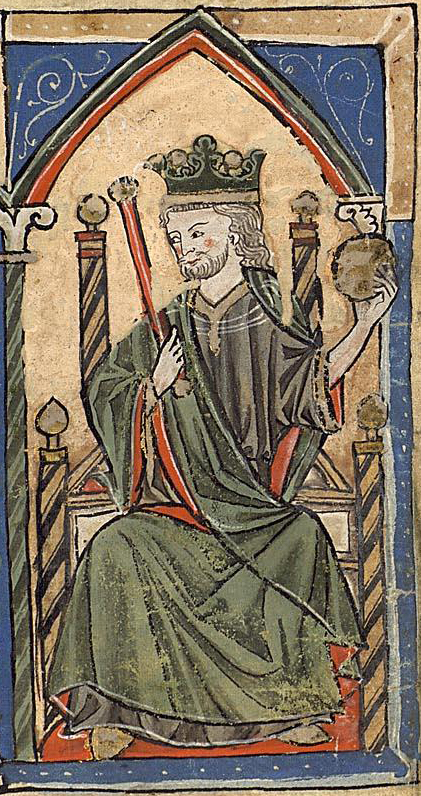
La segregación de Béjar de Ávila tuvo lugar durante el reinado de Alfonso VIII de Castilla

El origen de la villa propiamente dicha se fecha cronológicamente alrededor de la segunda mitad de 1208. El emplazamiento era privilegiado, pues constituía un punto defensivo clave a caballo entre la meseta norte y sur, en un periodo durante el cual el rey Alfonso VIII (1155-1214), el de las Navas, temía avances musulmanes. Además, también se daba la circunstancia de que Béjar era fronteriza con el reino de León, lo que debió de suponer un acicate para su fundación. Se tiene la primera mención escrita de la localidad el 5 de enero de 1209, en un documento en el cual el rey castellano Alfonso VIII demarca la linde entre el concejo de Ávila y el de Béjar. Aunque probablemente ya contó con fuero propio desde el comienzo de la repoblación, la ciudad recibió un fuero en 1260. Durante la Edad Media la ganadería fue la base de la economía, aunque a partir del siglo XIII el viñedo también adquirió una notable importancia en la economía local.
Ya en el siglo XIV, en 1322, Béjar y su tierra formaron una Hermandad concejil con las cercanas Plasencia, Coria, Granadilla, Galisteo, Montemayor del Río, Salvatierra de Tormes y Miranda del Castañar.
La comunidad de villa y tierra de Béjar fue segregada de la enorme Tierra de Ávila entre 1205 y 1209. Musulmanes, judíos y cristianos convivieron en Béjar durante varios siglos.

Béjar fue la cabeza de un territorio formado por la propia villa bejarana y una serie de poblaciones que la circundaban. Este conjunto territorial se organizaba de forma independiente mediante un fuero que regulaba todos los aspectos de la vida de la comunidad, no teniendo por encima más jurisdicción que la propia y la del Rey.[cita requerida] Todas estas libertades jurídicas de las que Béjar y su tierra gozaban fueron desapareciendo con la señorialización. 

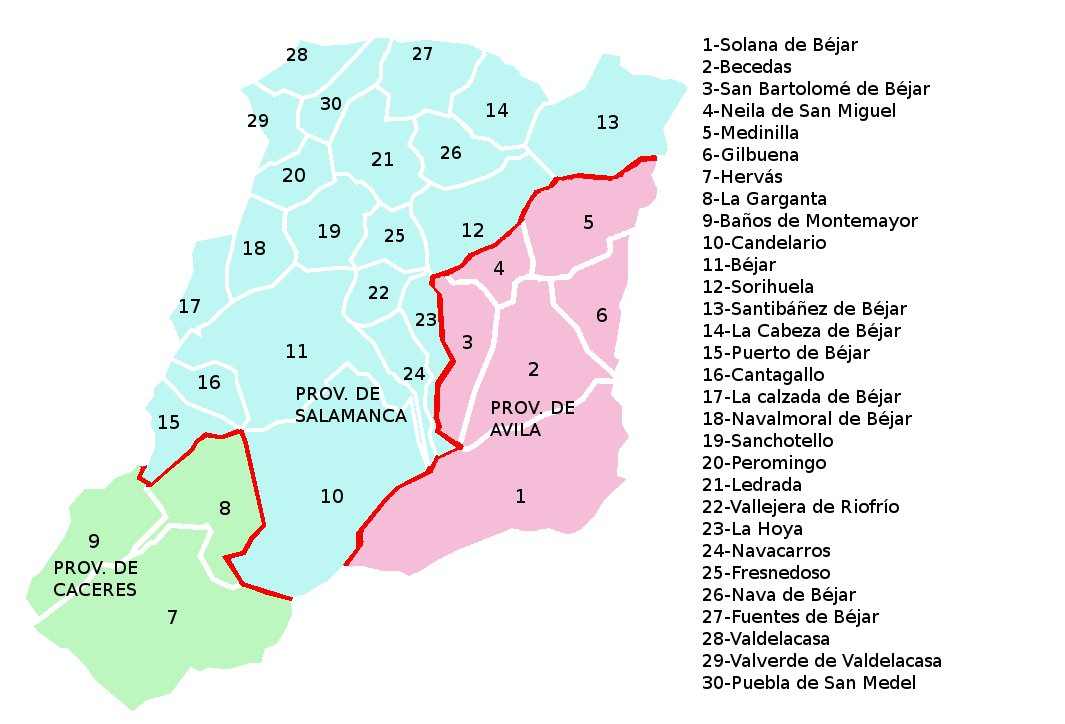
Comunidad de villa y tierra de Béjar

#### Villa de señorío
La villa dejó de ser territorio de realengo en 1396, al convertirse en un señorío personal mediante un canje con la villa de Frías, siendo Béjar traspasada por el rey Enrique III al noble Diego López de Zúñiga. Esta permuta es interpretada por Salgado Fuentes como el hecho clave para la posterior dependencia de Béjar a Salamanca para el voto en Cortes en 1425, hecho que llevaría su paso de Castilla al Reino de León en lo regional.
Álvaro de Zúñiga se benefició de las luchas entre el rey Enrique IV (1454-1474) y su hermano el infante Alfonso, a quien había apoyado. Esta actitud continuó en la guerra de sucesión castellana (1475-1479) entre Juana, hija de Enrique IV, e Isabel, medio hermana de Enrique IV y hermana del difunto infante Alfonso. Álvaro de Zúñiga, que había sido nombrado previamente duque de Arévalo (en 1470) y duque de Plasencia (en 1476) —experiencias de las que los Zúñiga salieron malparados, retornando dichas villas a situación de realengo—, fue nombrado duque de Béjar mediante una Real Cédula de 12 de octubre de 1485 emitida por los Reyes Católicos. Así, el señorío de Béjar pasará a ser ducado en tiempos de los Reyes Católicos. En 1833, con la abolición definitiva del Antiguo Régimen, el Ducado de Béjar llega a su fin. Aquí acaba también la unidad territorial que había perdurado 624 años (1209-1833).

### Edad Moderna

Las comunidades de villa y tierra fueron el sistema de organización del territorio en la Extremadura castellana

En el verano de 1492 los judíos de Béjar se vieron obligados a convertirse al cristianismo para no ser expulsados; sin embargo las conversiones fingidas fueron un fenómeno común. El II duque de Béjar, Álvaro de Zúñiga y Pérez de Guzmán, que había actuado anteriormente como un protector y adalid de los judíos —interesado en el factor de crecimiento económico y demográfico que supuso en el siglo XV la población judía en el señorío de Béjar— cambió su postura a partir del edicto de expulsión, procediendo al embargo de propiedades. Es también después del edicto cuando se desata una ola de «antisemitismo» en el señorío; se produjeron manifestaciones en contra de los conversos y la quema y saqueo de propiedades abandonadas por los judíos.
En el siglo XVI el IV Duque de Béjar ordenó la realización de los jardines llamados El Bosque. La Casa Ducal se caracterizó por su labor de mecenazgo. Es conocida la dedicatoria realizada por Cervantes en Don Quijote de la Mancha al duque Alonso de Zúñiga, así como la dedicatoria realizada por Luis de Góngora en su inacabada obra Soledades.
La Casa de Zúñiga agrupó sobre su linaje señoríos repartidos por toda España. Además de duques de Béjar, fueron condes de Plasencia, marqueses de Valero (Salamanca), de Gibraleón (Huelva), condes de Miranda del Castañar (Salamanca), condes de Arévalo (Ávila), Trujillo (Cáceres), Ledesma (Salamanca), Ayamonte, Belalcázar (Córdoba), vizcondes de la Puebla de Alcocer y señores de Capilla, de Olvera, y Burguillos (Sevilla).
Desde antiguo,[cita requerida] la villa se caracterizó por su dedicación a la producción pañera; esta actividad eclosionó a partir de la llegada de artesanos pañeros flamencos, traídos por la Casa Ducal para propiciar este desarrollo en 1691. Esta primera llegada supuso un fracaso en la medida de que un gran número de los maestros flamencos emigraron en los primeros años. Sin embargo nuevos artesanos continuaron llegando, alcanzándose un pico de afluencia en la primera quincena del siglo XIX. El género textil que acabó consolidándose en el siglo XIX fue la pañería fina. El apoyo del ducado de Béjar a esta actividad económica industrializadora durante el siglo XVIII fue «excepcional» —al margen de otros efímeros intentos sin continuidad y dudoso éxito en el estamento nobiliario español—.
Béjar experimentó desde entonces un proceso de protoindustrialización durante todo el siglo XVIII. De ahí se explicaría el gran desarrollo de la actividad textil que caracterizó la economía de la ciudad durante los siglos XIX y XX. La ciudad vivió entonces un gran cambio urbanístico, social y político.

### Edad Contemporánea

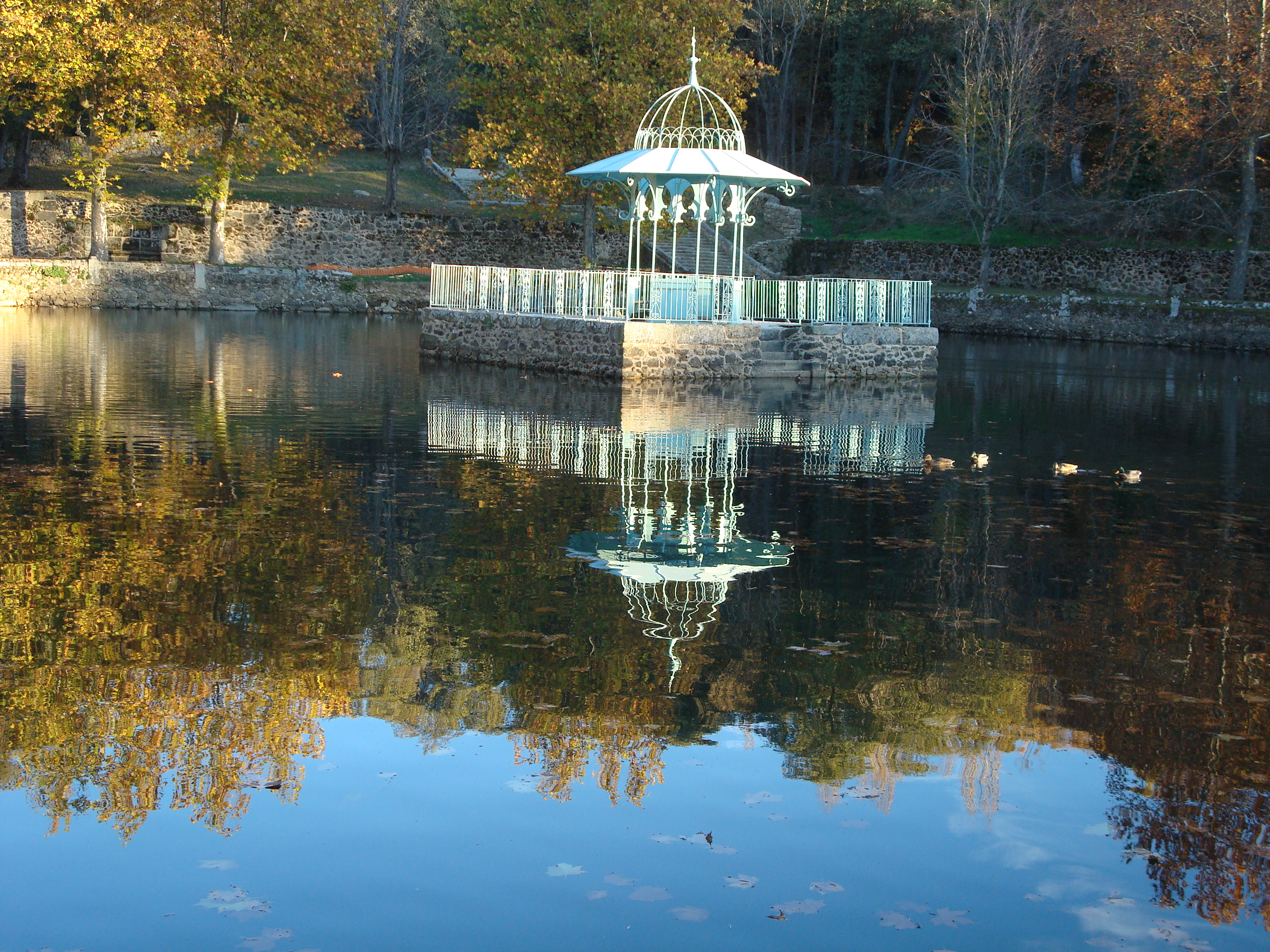
Estanque del parque de El Bosque

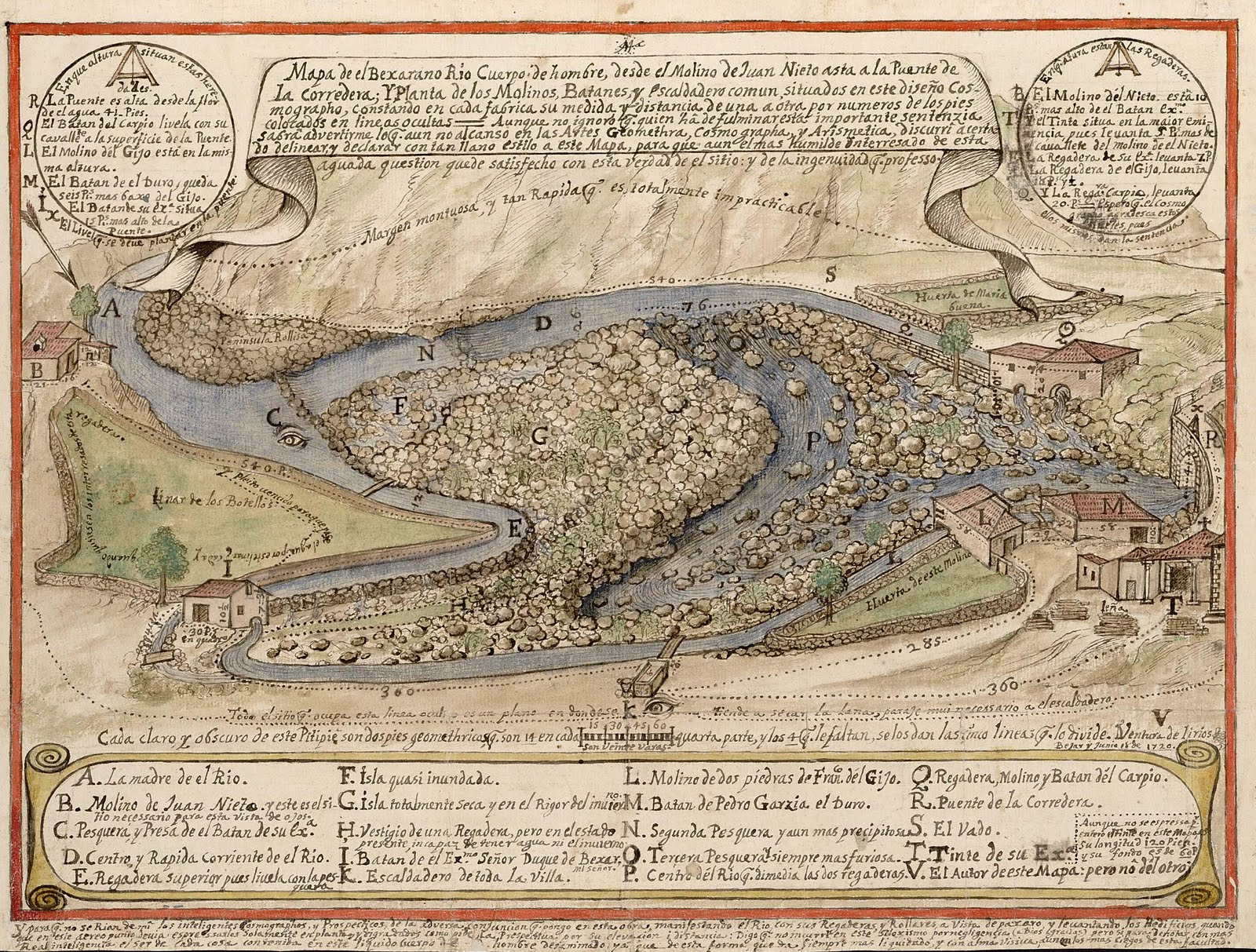
Cuadro del año 1720 de Ventura Lirios que ilustra el Río Cuerpo de Hombre

El liberalismo favoreció y consolidó a la burguesía bejarana incipiente a principios del siglo XIX, permitiéndoles controlar la política de Béjar una vez desaparecidos los privilegios señoriales del duque de Béjar, título que había recaído en la persona de la duquesa de Osuna en el siglo XVIII.
El desarrollo de la industria textil bejarana fue espectacular, aunque afectada por crisis cíclicas, motivadas por la excesiva dependencia de esta actividad a las contratas del estado, a la mala situación geográfica y a una llegada tardía del ferrocarril, que hacían muy difícil competir con la industria pañera catalana. En 1770, en el Correo General publicado en Madrid, Béjar aparece como parte de Extremadura con una Fábrica de Paños Veinte y seis senos, Veinte y ochenos, y Treintenos, de Varios colores, y Grana.
Fue asignada a la provincia de Salamanca en la reforma territorial de Floridablanca en 1785.
En 1833, con la división provincial del Decreto de Javier de Burgos, Béjar y los pueblos de su comunidad fueron incluidos en la provincia de Salamanca, en la Región de León. Esta nueva división se encontró con la oposición del municipio. El propio Ayuntamiento de Béjar solicitó la segregación de Salamanca y la incorporación a Ávila, a cuya jurisdicción había pertenecido entre la segunda mitad del siglo XII y la primera década del XIII. Petición ésta que volvió a repetirse 18 años después, en 1851, también sin éxito.
El título de ciudad le fue concedido por Isabel II en 1850 gracias a las actuaciones del ministro de Hacienda nacido en Béjar José Sánchez Ocaña. Béjar se convirtió entonces en Muy Leal (título concedido por los Reyes Católicos en 1492 por la participación en las conquistas de Málaga y Granada), Muy Noble (ganado por la conquista de Cáceres en 1229 de la mano de Alfonso IX de León) y Liberal y Heroica posteriormente en la revolución de 1868, en la que los bejaranos resistieron a las tropas de Isabel II.
En Primera República la ciudad se declaró cantón durante la Revolución Cantonal.
La industria se vería beneficiada por el estallido de la Guerra Civil, toda vez que Béjar se situaba en zona sublevada, frente a la Cataluña republicana. La victoria militar vendría a establecer un lazo de unión firme entre el nuevo régimen y la burguesía bejarana, conformada por un rosario de familias entre las que cabe destacar a los Izard, los Rodríguez Arias o los Cid Gómez-Rodulfo. Tras la Guerra Civil la industria local pasó a desempeñar la labor de suministro de textiles de los uniformes del ejército y de múltiples cuerpos de funcionarios.
La década de 1960 significó el cénit del textil bejarano y la de 1970 el comienzo del fin de la actividad pañera, que padeció crisis, altibajos y alguna tímida recuperación hasta la gran crisis de comienzos de los 90.

## Urbanismo
Hasta la segunda mitad del siglo XIX, la ciudad llegaba hasta la puerta de Ávila o puerta de la villa. Pero, ante la gran afluencia de trabajadores que atrajo la incipiente industria textil, se creó el barrio de la Corredera, entre la puerta de Ávila y el puente Viejo, conformado principalmente por las calles Nogalera, Libertad, Gerona y Merinas. Durante las siguientes décadas, la llegada de trabajadores era constante, y se alojaban principalmente en este nuevo barrio o en el casco histórico de Béjar. 
En los años 40 del siglo XX había demasiada población comparada con la que podía ser alojada, por lo que los edificios estaban masivamente ocupados hasta llegar a situaciones de insalubridad. Dada esta situación, el Ayuntamiento, pero sobre todo el Ministerio de Vivienda, a través de la Obra Sindical del Hogar, empezaron a construir viviendas públicas para poder alojar a todos los trabajadores de manera digna. Las primeras promociones fueron en la calle Madre Matilde y la barriada de la Glorieta, pero la actuación más importante fue la creación de la nueva barriada al este del río Cuerpo de Hombre, que fue levantada entre los años 1950 y 1980.
La industria textil se fue debilitando durante los años 1980 y 1990 hasta prácticamente desaparecer, acarreando una importante pérdida de población de más de 5000 habitantes entre 1970 y 2021. Desde el ocaso de Béjar como ciudad industrial, pocas promociones se han construido. Las más significativas son la urbanización La Fabril, construida en 1999 sobre los terrenos que ocupaban varias fábricas cercanas a la estación de tren, y los edificios construidos en la zona de la calle Recreo después de derribar la antigua fábrica conocida como el Tinte de Gutiérrez, que fueron levantados entre 2008 y 2012.

## Demografía
Béjar cuenta con una población de 11 957 habitantes (INE 2024).
| Gráfica de evolución demográfica de Béjar entre 1842 y 2021 |
| |
| Población de derecho según los censos de población del INE Población de hecho según los censos de población del INEEntre el censo de 1970 y el anterior, crece el término del municipio porque incorpora a 37505 (Palomares) |

El municipio, que tiene una superficie de 45,74 km², cuenta, a 31 de diciembre de 2018, con una población total de 12 961 habitantes, de los cuales 6133 eran hombres y 6828 mujeres, según el padrón municipal del INE, con una densidad de 289,05 hab./km². Respecto al año 2000, el censo refleja 15 690 habitantes, de los cuales 7435 eran hombres y 8255 mujeres. Por lo tanto, la pérdida de población en el municipio para el periodo 2000-2018 ha sido de 2729 habitantes, un 18 % de descenso. Es el tercer municipio más poblado de la provincia de Salamanca.
El municipio se divide en cuatro núcleos de población: Béjar, Fuentebuena, Palomares y Valdesangil. De los 12 961 habitantes que poseía el municipio en 2018, Béjar contaba con 12522, Fuentebuena con 53, Palomares con 240 y Valdesangil con 146.

### Transporte y comunicaciones
Béjar es atravesada en sentido norte-suroeste por la autovía Ruta de la Plata, que une Gijón con Sevilla y cuenta con varias salidas en la localidad, la carretera nacional N-630 de idéntico recorrido también atraviesa el municipio así como múltiples carreteras locales. Además en cuanto a transporte público se refiere, la ciudad está comunicada por carretera con Extremadura, Andalucía, Castilla y León, Cantabria y Asturias gracias a los autobuses Cáceres - Salamanca, Gijón - Sevilla por Badajoz o por Mérida, Santander - Sevilla y Valladolid - Sevilla gestionados por ALSA.

#### Ferrocarril
Béjar posee una estación de tren perteneciente al Ferrocarril Vía de la Plata que unía Plasencia con Astorga. En 1985, la línea Plasencia-Astorga fue clausurada, por lo que Béjar quedó incomunicada por ferrocarril. Por la estación circulaban los trenes TER Sevilla-Gijón, TAF Sevilla-Gijón, Ferrobús Plasencia-Salamanca, Ómnibus Cáceres/Plasencia-Salamanca y Expreso Badajoz- Salamanca. La estación se conserva en un estado similar al que presentaba antes del cierre de la línea. El Ayuntamiento ha inaugurado el Centro de Turismo Activo, un albergue con capacidad para más de 40 personas, además de servicio de bar.

#### Autobús urbano
La ciudad cuenta con autobús urbano de lunes a sábado. Recorre toda la ciudad y las pedanías de Valdesangil y Palomares. En verano también ofrece el servicio hasta la piscina de la Cerrallana. Dispone de una línea únicamente, con comienzo en el parque de la Antigua hasta la pedanía de Palomares. 

#### Tren turístico
Béjar cuenta con un tren turístico de jueves a domingo durante todo el mes de agosto y hasta el 7 de septiembre, y cuenta con cuatro salidas a distintas horas. Asimismo tiene un recorrido por todo el casco antiguo de la ciudad, y bajada hasta el Museo Textil.

## Economía
La década de 1960 significó el cénit del textil bejarano [cita requerida] y la de 1970 el comienzo del fin de la actividad pañera, que padeció crisis, altibajos y alguna tímida recuperación hasta la gran crisis de comienzos de los 90. [cita requerida] A principios del siglo XXI no quedaban más de media docena de empresas. En el año 2018 la Junta de Castilla y León incluyó a Béjar en el Plan de urgente reindustrialización, [cita requerida] ya que la ciudad bejarana es la ciudad con la tasa de paro más elevada de Castilla y León de ciudades hasta 40 000 habitantes. Además de estar sufriendo una gran perdida de población, entre el año 2011 y 2017 la ciudad bejarana perdió más de 1200 habitantes. [cita requerida]

## Administración y política

### Gobierno municipal

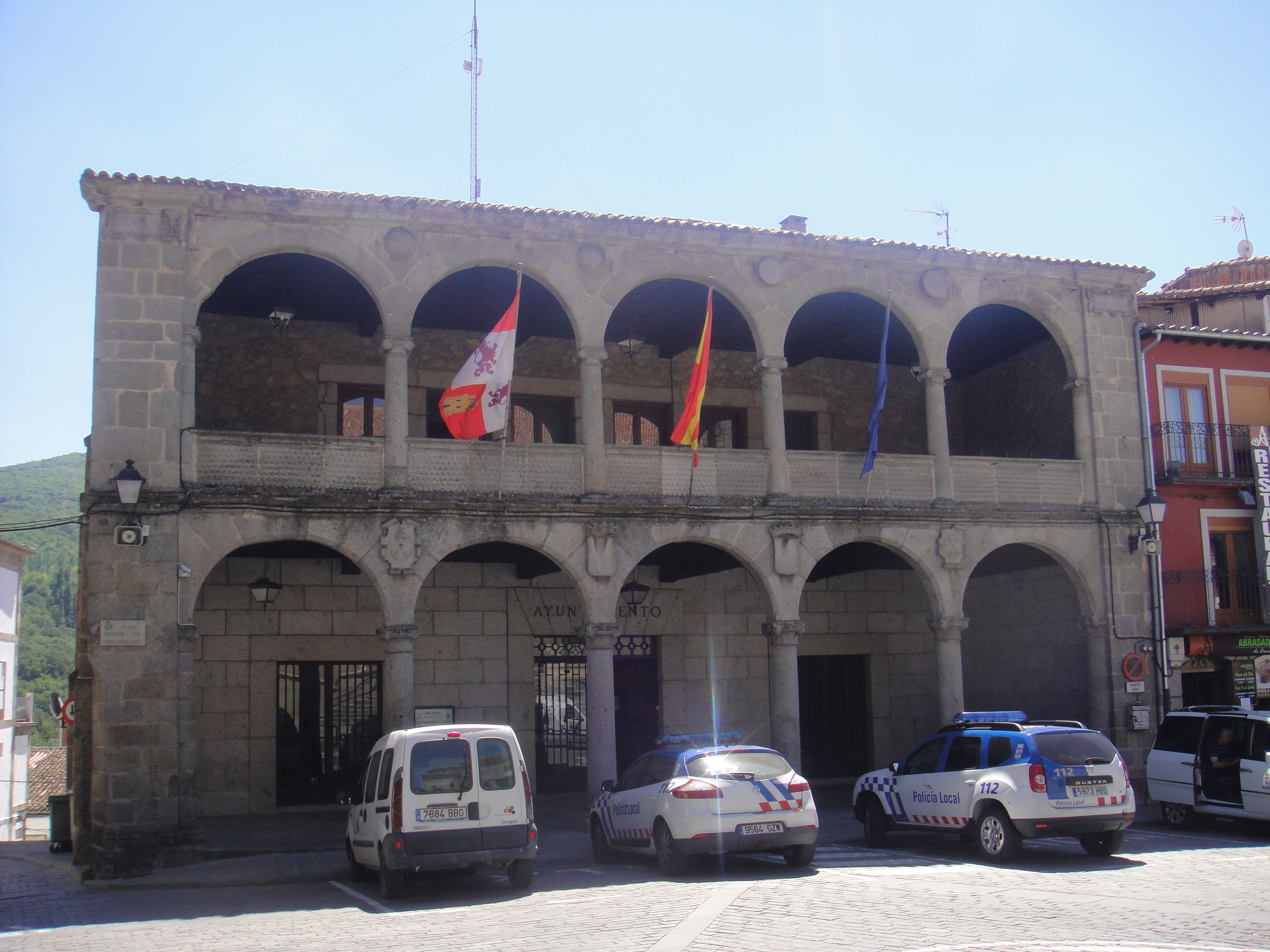
Ayuntamiento de Béjar

| Periodo   | Nombre                | Partido | Partido                                  |
| --------- | --------------------- | ------- | ---------------------------------------- |
| 1979-1987 | Juan Belén Cela       |         | Partido Socialista Obrero Español (PSOE) |
| 1987-1991 | Ángel Blázquez        |         | Independiente                            |
| 1991-1995 | Ángel Calvo           |         | Partido Socialista Obrero Español (PSOE) |
| 1995-2007 | Alejo Riñones         |         | Partido Popular (PP)                     |
| 2007-2011 | Cipriano González     |         | Partido Socialista Obrero Español (PSOE) |
| 2011-2019 | Alejo Riñones         |         | Partido Popular (PP)                     |
| 2019-2021 | Elena Martín          |         | Partido Socialista Obrero Español (PSOE) |
| 2021-2023 | Antonio Cámara        |         | Partido Socialista Obrero Español (PSOE) |
| 2023-2025 | Luis Francisco Martín |         | Partido Popular (PP)                     |
| 2025-act. | Antonio Cámara        |         | Partido Socialista Obrero Español (PSOE) |

| Partido político                              | 2023  | 2023  | 2023       | 2019  | 2019  | 2019       | 2015  | 2015  | 2015       | 2011  | 2011  | 2011       | 2007  | 2007  | 2007       | 2003  | 2003  | 2003       |
| Partido político                              | %     | Votos | Concejales | %     | Votos | Concejales | %     | Votos | Concejales | %     | Votos | Concejales | %     | Votos | Concejales | %     | Votos | Concejales |
| Partido Socialista Obrero Español (PSOE)      | 41,65 | 2609  | 7          | 33,04 | 2438  | 6          | 16,65 | 1203  | 3          | 29,30 | 2418  | 5          | 47,52 | 4382  | 9          | 36,21 | 3414  | 7          |
| Partido Popular (PP)                          | 38,26 | 2397  | 7          | 41,40 | 3055  | 8          | 47,32 | 3420  | 9          | 61,42 | 5068  | 11         | 41,83 | 3858  | 7          | 56,08 | 5287  | 10         |
| Vox                                           | 13,72 | 860   | 2          | —     | —     | —          | —     | —     | —          | —     | —     | —          | —     | —     | —          | —     | —     | —          |
| Tú Aportas Béjar (TAB)                        | 5,37  | 337   | 1          | 12,93 | 954   | 2          | 16,06 | 1161  | 3          | —     | —     | —          | —     | —     | —          | —     | —     | —          |
| Ciudadanos (CS)                               | —     | —     | —          | 8,92  | 658   | 1          | 7,39  | 534   | 1          | —     | —     | —          | —     | —     | —          | —     | —     | —          |
| Izquierda Unida (IU)                          | —     | —     | —          | 2,43  | 179   | 0          | —     | —     | —          | 5,49  | 453   | 1          | 2,34  | 216   | 0          | 3,74  | 353   | 0          |
| En Común (EC)                                 | —     | —     | —          | —     | —     | —          | 5,30  | 383   | 1          | —     | —     | —          | —     | —     | —          | —     | —     | —          |
| Entre Todos Béjar (ETB)                       | —     | —     | —          | —     | —     | —          | 3,47  | 251   | 0          | —     | —     | —          | —     | —     | —          | —     | —     | —          |
| Ciudadanos por Béjar y Comarca (CxByC)        | —     | —     | —          | —     | —     | —          | 2,03  | 147   | 0          | —     | —     | —          | —     | —     | —          | —     | —     | —          |
| Unidad Regionalista de Castilla y León (URCL) | —     | —     | —          | —     | —     | —          | —     | —     | —          | 0,90  | 74    | 0          | —     | —     | —          | —     | —     | —          |
| Unión del Pueblo Salmantino (UPSa)            | —     | —     | —          | —     | —     | —          | —     | —     | —          | —     | —     | —          | 7,12  | 657   | 1          | 2,39  | 225   | 0          |

#### Evolución de la deuda viva municipal
El concepto de deuda viva contempla solo las deudas con cajas y bancos relativas a créditos financieros, valores de renta fija y préstamos o créditos transferidos a terceros, excluyéndose, por tanto, la deuda comercial.
| Gráfica de evolución de la deuda viva del Ayuntamiento entre 2008 y 2023                        |
|                                                                                                 |
| Deuda viva del Ayuntamiento de Béjar, en miles de euros, según datos del Ministerio de Hacienda |

## Cultura

### Patrimonio
El casco antiguo de la ciudad fue declarado conjunto histórico artístico el 20 de julio de 1974.
Iglesia de Santa María la Mayor
Fue reformada en el siglo XVI. El ábside es románico mudéjar. La torre es de granito y el último cuerpo es el campanario. El retablo mayor de la iglesia, dedicado a la titular de la misma, es de estilo barroco clasicista. En la capilla del Socorro está la imagen de la Virgen de las Angustias del siglo XVII. Posee otros retablos e imágenes de gran valor como el Nazareno. El templo cuenta con un interesante órgano construido en 1723, del que sólo se conserva el mueble y que fue restaurado en la década de 1980.
El Bosque

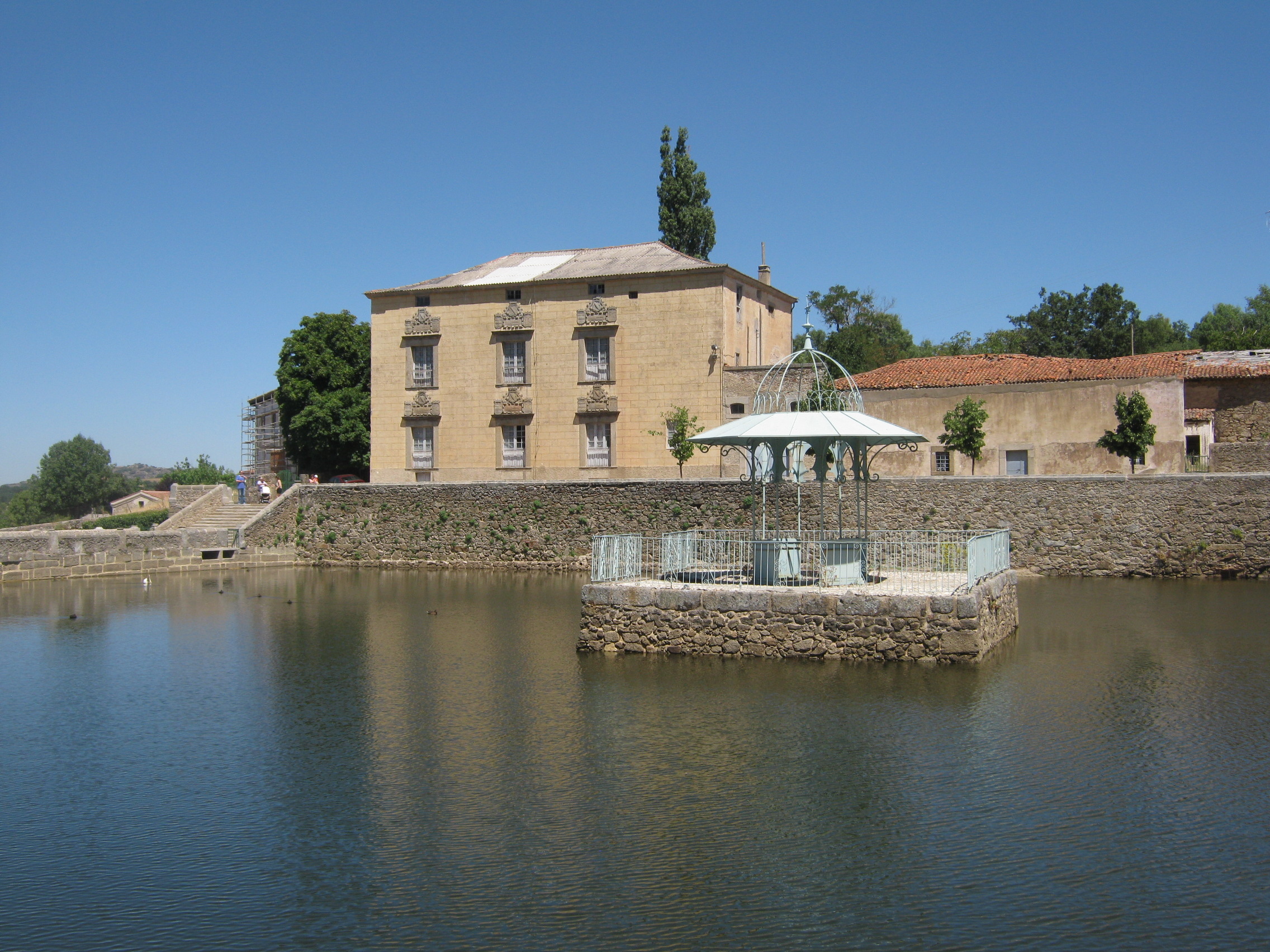
Estanque de El Bosque

Constituye uno de los escasos ejemplos de jardín renacentista italiano que se conserva, construido por los duques de Béjar en el siglo XVI como villa de recreo, con estanque, estatuas, palacete y kiosco remodelados en el siglo XIX (actualmente de propiedad municipal). Fue declarado jardín artístico, antecedente de la figura de bien de interés cultural, el 11 de enero de 1946.
Calle Mayor
Eje de comunicación entre la zona antigua y moderna, alberga la mayoría de la red comercial de la ciudad. Formada por casas predominantemente de los siglos XIX y XX, propiedad de la antigua burguesía industrial, y caracterizadas por sus galerías acristaladas.

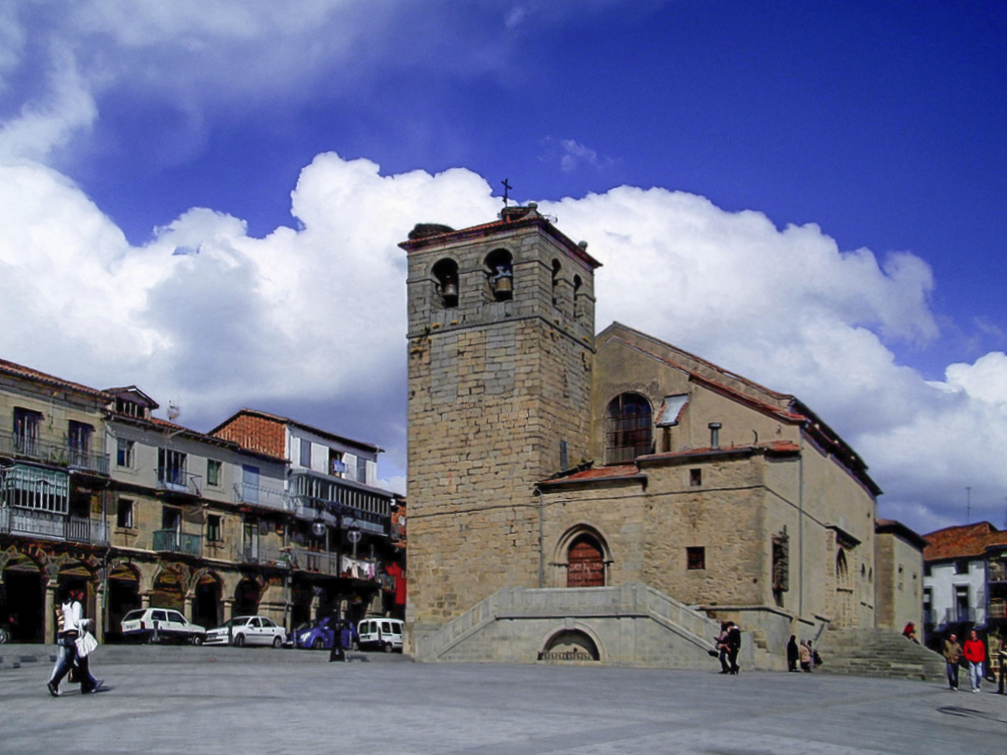
Iglesia de El Salvador
Originalmente medieval [cita requerida], conservamos de la época de su construcción el ábside y el primer cuerpo de la torre-campanario. Ampliada en 1568 y con fuertes reformas en el siglo siguiente, el fue su época de mayor brillantez. Durante siglos fue considerada la iglesia más bella de la ciudad. El 19 de febrero de 1936 fue incendiada, quedando tan solo en pie los muros y desapareciendo su interesante artesonado así como el retablo, imágenes y gran parte del archivo. Fue reconstruida con los añadidos de los coros laterales. En su interior es destacable el paso procesional de Nuestro Padre Jesús de las Victorias, del autor bejarano Francisco González Macías.
Palacio de los Zúñiga

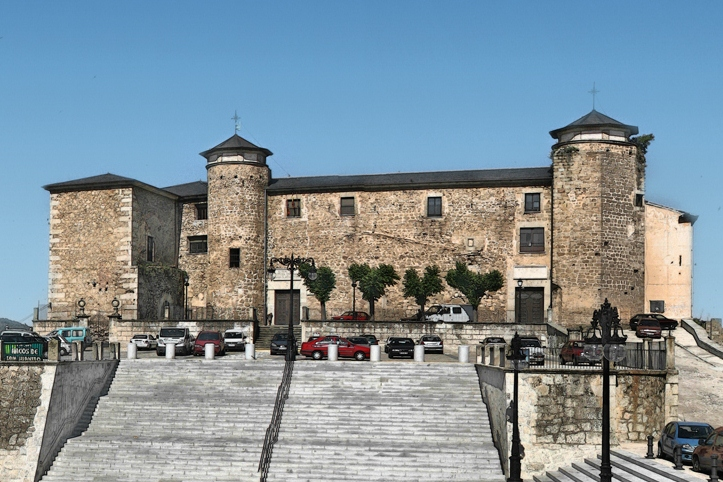
Palacio Ducal de Béjar

Reconstruido por los duques de Béjar (a uno de los cuales, Alonso Diego López de Zúñiga y Sotomayor, Cervantes dedicó su edición del Quijote). Tiene un patio renacentista con una fuente llamada Venera. En las enjutas se pueden ver los escudos con las letras F y G (Francisco y Guiomar, que fueron los que lo reconstruyeron). Su primera propietaria fue la reina doña Violante, esposa de Alfonso X el Sabio, que lo llevó como dote de boda. Hoy alberga el Instituto Ramón Olleros Gregorio de Educación Secundaria y Bachillerato. En uno de los torreones se encuentra situada la cámara oscura, a partir de la cual se puede observar toda la ciudad, así como la sierra de Béjar y el entorno natural. Fue declarado monumento histórico-artístico (antecedente de la figura de Bien de Interés Cultural el 3 de junio de 1931.
Plaza de toros de El Castañar

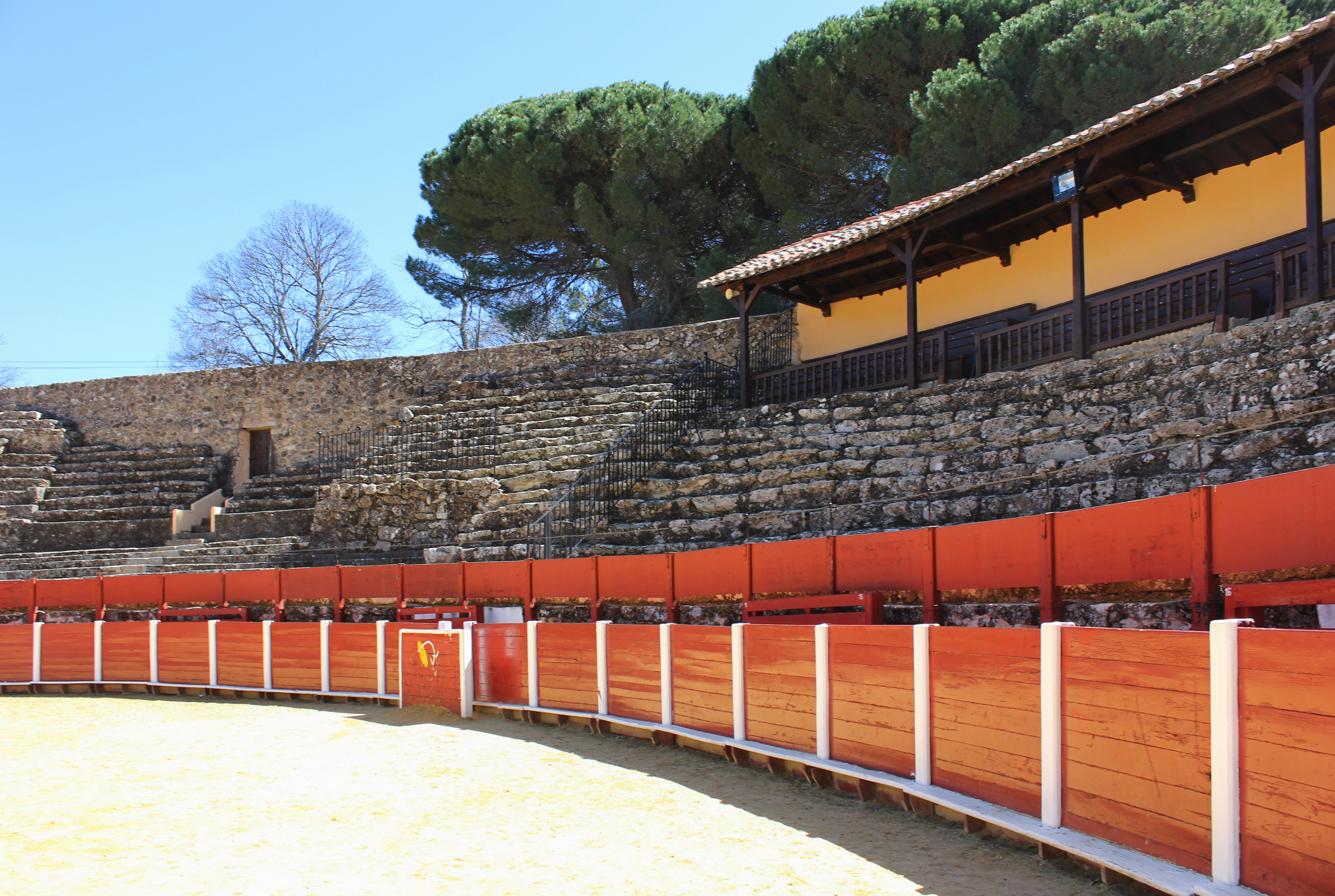
Plaza de toros de Béjar

La plaza de toros de Béjar data de 1711, cuando se construyó una plaza cerrada para sufragar los gastos de la reforma y ampliación del Santuario de la Virgen del Castañar. Se realizó primero con forma rectangular. Es la plaza de toros más antigua de España de entre las que se conservan. Se reformó de forma profunda en 1962 y fue declarada Bien de Interés Cultural con la categoría de monumento el 7 de mayo de 1998.
Santuario de la Virgen del Castañar
Se encuentra en una zona arbolada, con predominio de los castaños. Se dice que la virgen fue encontrada por un pastor en una caja de madera, junto a un castaño. Con el hallazgo se terminó la peste que asolaba la villa. Hoy es la patrona de Béjar.[cita requerida]
Fábricas Textiles

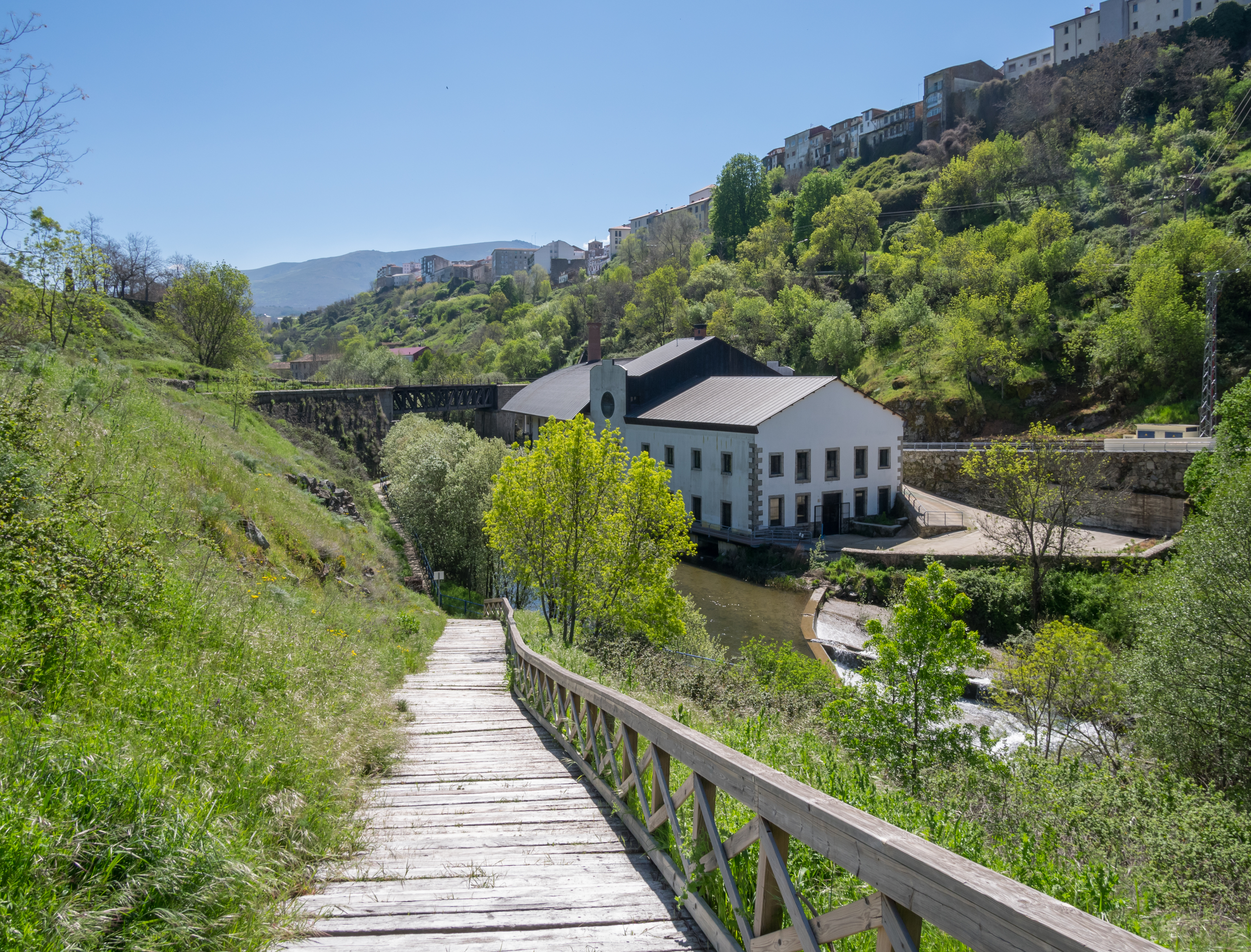
Ruta de las Fábricas

El agua del río Cuerpo de Hombre, con muy bajo contenido en sal hizo al río muy propicio para el apresto de paños. Actualmente se ha habilitado un paseo para admirar los edificios de las antiguas fábricas de paños.
Real Fábrica de Paños De Diego López
Enclavada en el barrio de La Antigua esta fábrica es una de las más antiguas que se conservan en Béjar. Según los estudios, el edificio podría ubicarse sobre los restos del palacio del obispo de Plasencia en el que se hospedaba en sus visitas al municipio. 
Diego López consigue mediante una cédula real el permiso para el tinte de paños, anteriormente exclusivo de los duques.

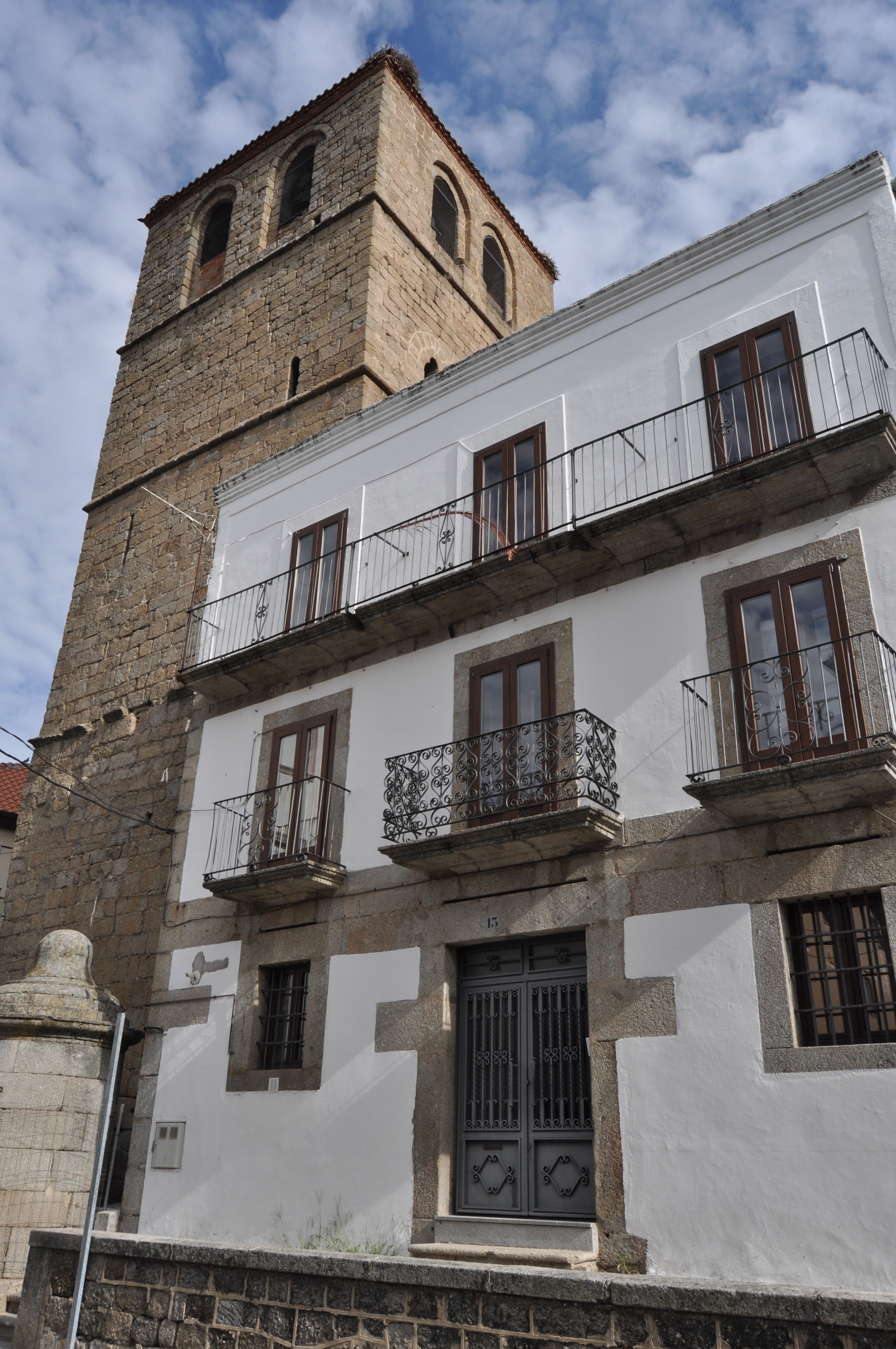
Iglesia de San Juan Bautista
Construida en el siglo XIII, de cuyo origen románico de transición conserva el ábside, las portadas la torre-campanario. Ampliada en 1568. En su interior se conservan la techumbre en madera (siglo XVI) y las imágenes de San Francisco de Asís y el busto del Ecce- Homo y La Dolorosa, entre otras, y lienzos de calidad. Frente a ella en el llamado Parapeto se alojan los pasos procesionales, la mayoría del siglo XX, entre ellos el Calvario de González Macías.
Iglesia del Pilar y San José

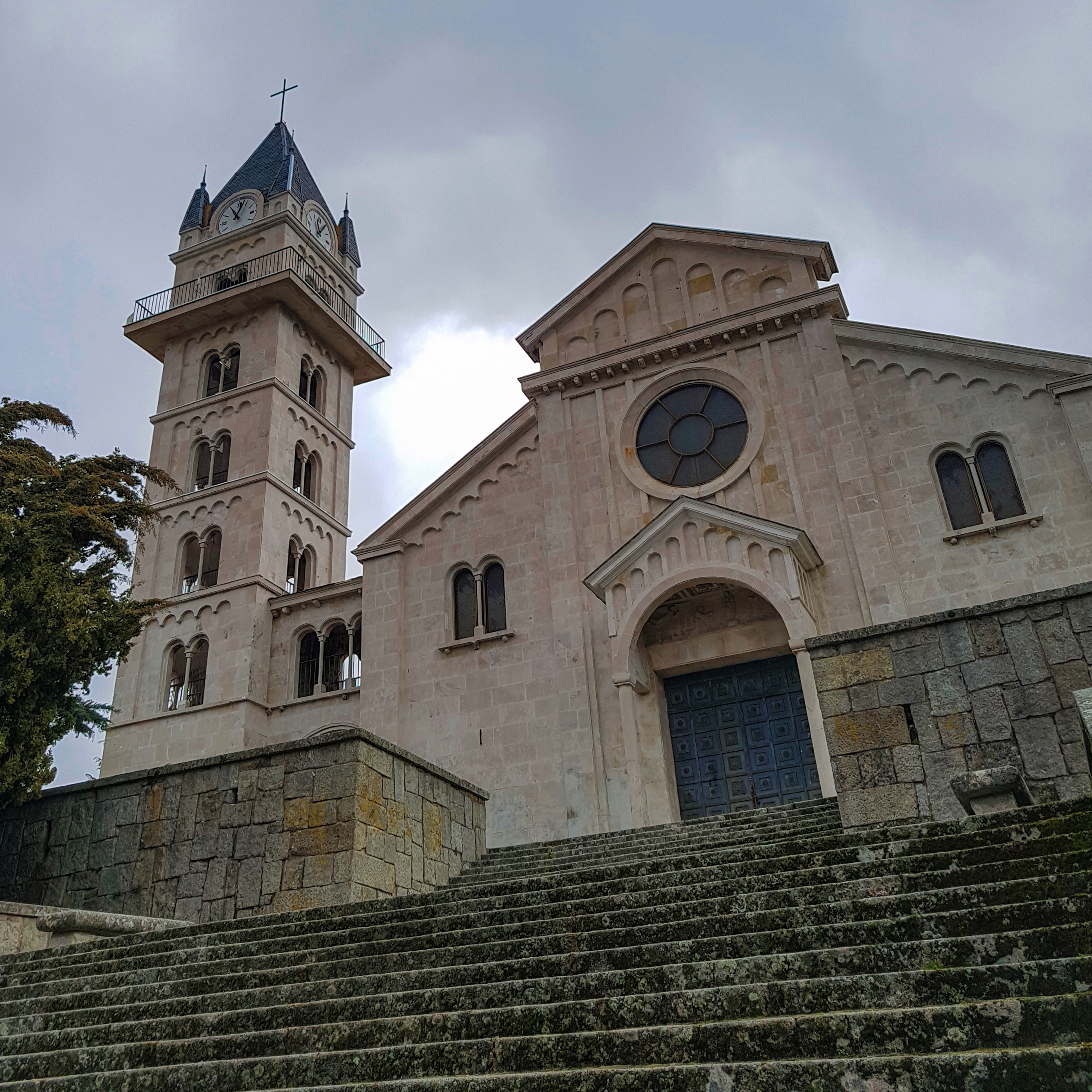
Iglesia del Pilar, en monte Mario

Construida en torno a los años 1960-1970 en estilo neorrománico italiano. Su interior es colorista debido a los mosaicos que la decoran. Es una de las iglesias más bellas de Béjar, no solo por su construcción, sino por estar enclavada en la falda del Tomillar desde donde se divisa la ciudad. En la sacristía se conserva un Cristo de la Agonía, talla directa de juventud realizada por Mateo Hernández y en la capilla Mayor una cabeza de Cristo, también realizada por el mismo escultor y que fue propiedad de don Emilio Muñoz, patrocinador de esta iglesia.
Monumentos

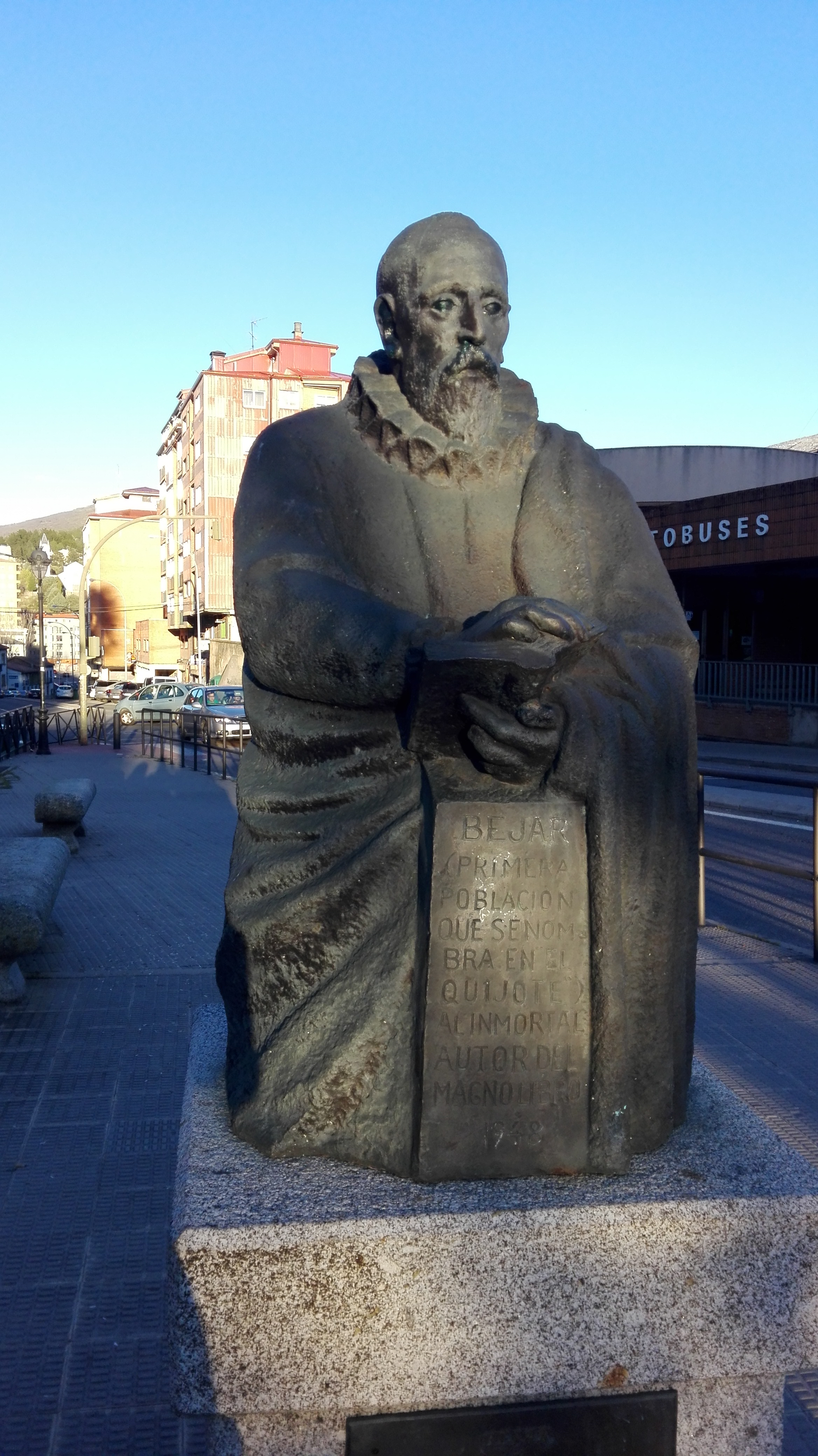
Monumento a Miguel Cervantes

- Monumento al Hombre de Musgo, obra del escultor Ricardo Martín Vázquez. Cuenta la leyenda que: «En la Edad Media, cuando los árabes eran dueños de la ciudad, los cristianos pusieron sitio y consiguieron entrar recubiertos de musgo y avanzando poco a poco de manera que podían confundirse con arbustos». La puerta de la muralla por donde entraron se llama puerta de la Traición. Este acontecimiento lo celebran vistiéndose de musgo todos los años y representando la hazaña el día del Corpus Christi.[cita requerida]
- Monumento a Miguel Cervantes.
- Monumento al Sagrado Corazón, inaugurado en 1929 y realizado mediante suscripción popular en El Castañar. Es obra del gran escultor madrileño Ángel García.[cita requerida]
- Monumento a los Mártires de la Libertad, realizado el 28 de septiembre de 1868 por el artista bejarano Ricardo Martín Vázquez.[cita requerida]

Otros

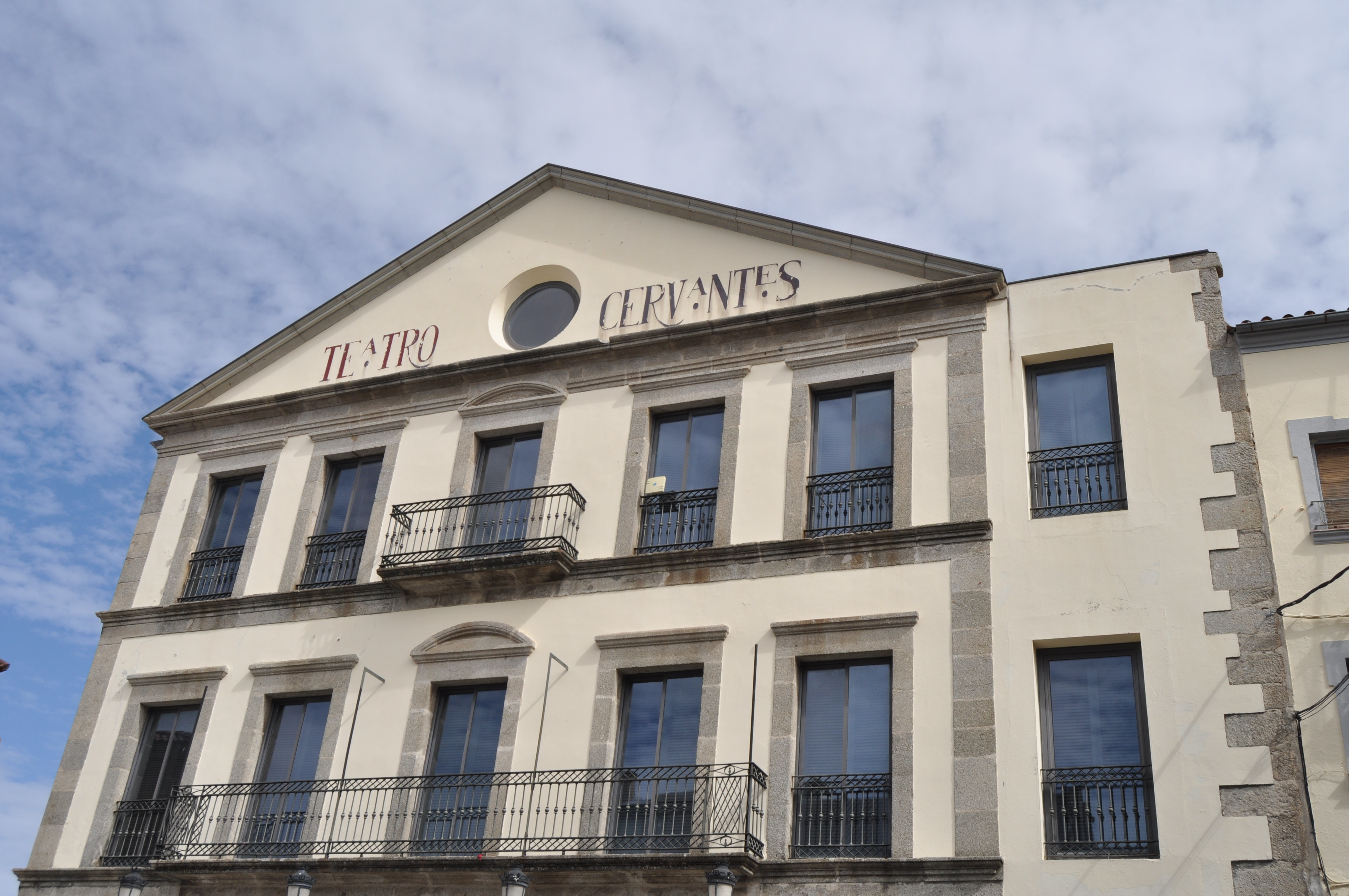
Teatro Cervantes

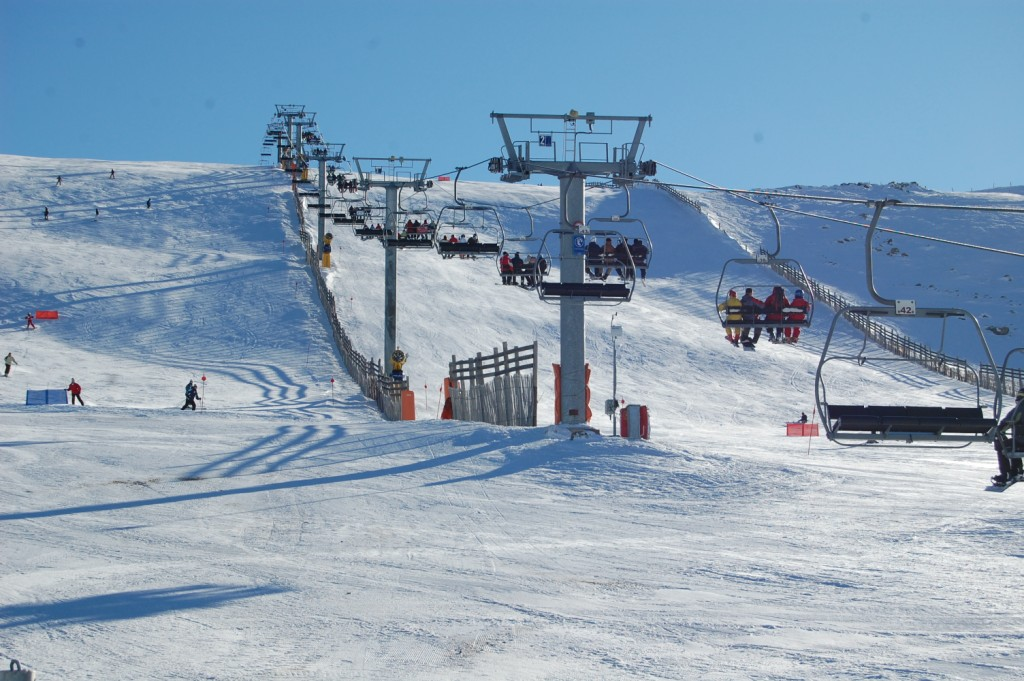
Estación de esquí de La Covatilla

- Teatro Cervantes, construido a finales del siglo XIX.[cita requerida]
- Jardín de Olivillas o de la Solana, jardín histórico en peligro por el ladrillo y el cemento que se conserva intacto desde su origen. Se cree que data de principios del siglo XIX.[cita requerida] Su estructura es muy parecida a la de los carmenes granadinos.
- Casa consistorial, del siglo XVI, con escudos de la ciudad.
- Parque de la Antigua, cerca de la iglesia del mismo nombre, junto a las murallas.
- Barrio de la Judería, a espaldas del palacio.
- Arquitectura popular serrana.
- Muralla medieval.

### Patrimonio natural
- Sierra de Béjar, estribación del Sistema Central, declarado reserva de la biosfera por la Unesco cuenta con parajes de gran belleza y una estación de esquí denominada La Covatilla, la cual cuenta con más de 20 pistas de esquí.
- Río Cuerpo de Hombre, dentro de la sierra de Béjar, nace en el paraje conocido como Hoyamoros y desemboca en el río Alagón. Pertenece por tanto a la Confederación Hidrográfica del Tajo.

Monte Mario
Paraje Natural conocido como las Bañaduras Altas o El Tomillar donde encontramos, además de la iglesia del Pilar, el CEIP María Díaz Muñoz, y el Centro Residencial para personas con diversidad funcional C.A.M.P.Y.C.O. de la Junta de Castilla y León y una zona de recreo, además de una ruta de senderismo. Destacan en el paraje la desmantelada fuente de los Maestros que se construyera en 1961, abierta desde el monte hacia la ciudad, incluía 4 cabezas de León a modo de surtidores y una hornacina con un busto de D. Gregorio Laso de la Vega, obra del escultor D. Francisco González Macías. Frente a ella, la iglesia del Pilar de Tomás Rodríguez Rodríguez: construida entre 1963 y 1975 a imagen de San Zenón de Verona. Pensada para dar cobertura religiosa al barrio Virgen del Castañar y enmarcada por una gran escalinata, la iglesia se cerró en 2016 por desperfectos. El complejo fue financiado por D. Emilio Muñoz y su esposa Dña. María Díaz en memoria de su hijo Mario Emilio, teniente provisional de la Legión fallecido en la Guerra Civil, incluyendo un parque infantil, escuelas, la iglesia y un busto de su hijo encargado también a González Macías.

### Museos

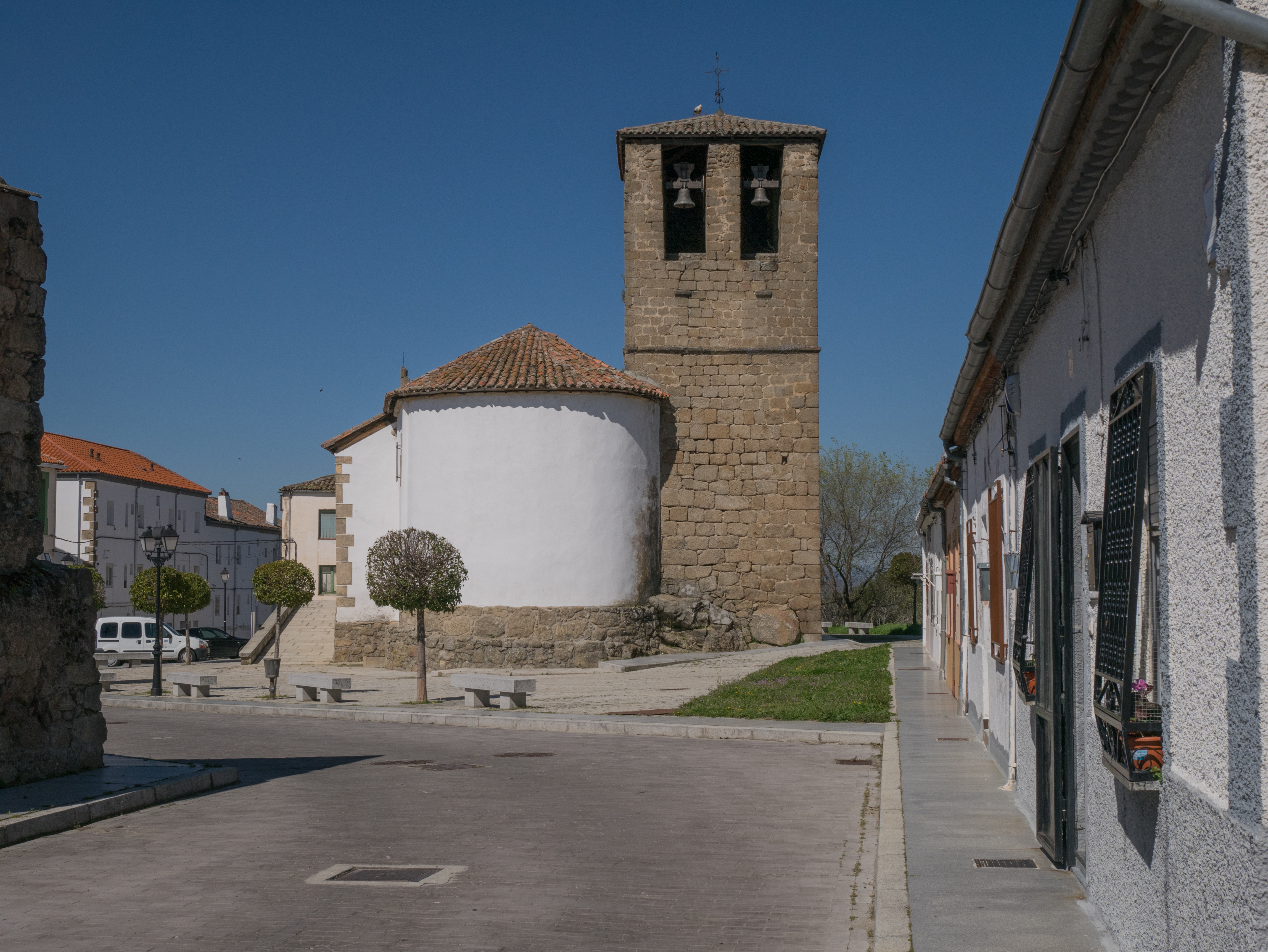
Iglesia de Santiago

- Museo de Arte Sacro, se sitúa la iglesia de Santiago o La Antigua, la más antigua de la ciudad (siglo XII), ábside encalado, torre sencilla. En su interior se conservan piezas importantes como el Cristo Yacente realizado en piedra caliza (siglo XVI), el cuadro de la Virgen de la Antigua (siglo XV), retablo mayor del siglo XVIII, sepulturas, esculturas, ropa litúrgica, etc.[39]
- Museo Valeriano Salas, situado en el antiguo convento de San Francisco. En el claustro pueden verse como decoración los escudos de los Zúñiga, con la corona ducal y las letras F M A (Francisco y Mª Andrea de Guzmán, hija de los condes de Niebla, siglo XVI). También están los escudos de la Orden Seráfica, con una cruz en el centro de 2 brazos, uno desnudo y el otro con la manga del hábito franciscano y en las manos, los estigmas.
- Museo del escultor Mateo Hernández, instalado en el solar de lo que fue el Hospital e iglesia de San Gil, de la cual sólo se conserva su ábside, su portada principal y la torre. Su museo está dedicado al escultor bejarano Mateo Hernández, aunque en su interior también se pueden admirar obras de otros escultores como González Macías y Pérez Comendador.
- Museo Judío David Melul, instalado en una casa solariega con reminiscencias góticas junto a la iglesia de Santa María. Muestra objetos relacionados con la historia del pueblo judío en Béjar, además de una maqueta de la villa en el siglo XV.

### Ferias y fiestas
Festividad de la Virgen del Castañar
Se celebra el 8 de septiembre en honor a la Virgen del Castañar, la patrona de la localidad. Es una romería que acompaña a la Virgen desde su Santuario al Mirador de la Virgen. Las fiestas patronales de este lugar constan de varios días de fiesta que comienzan con el llamado chupinazo y pregón en el balcón del ayuntamiento y finalizan siempre con fuegos artificiales.
Corpus Christi

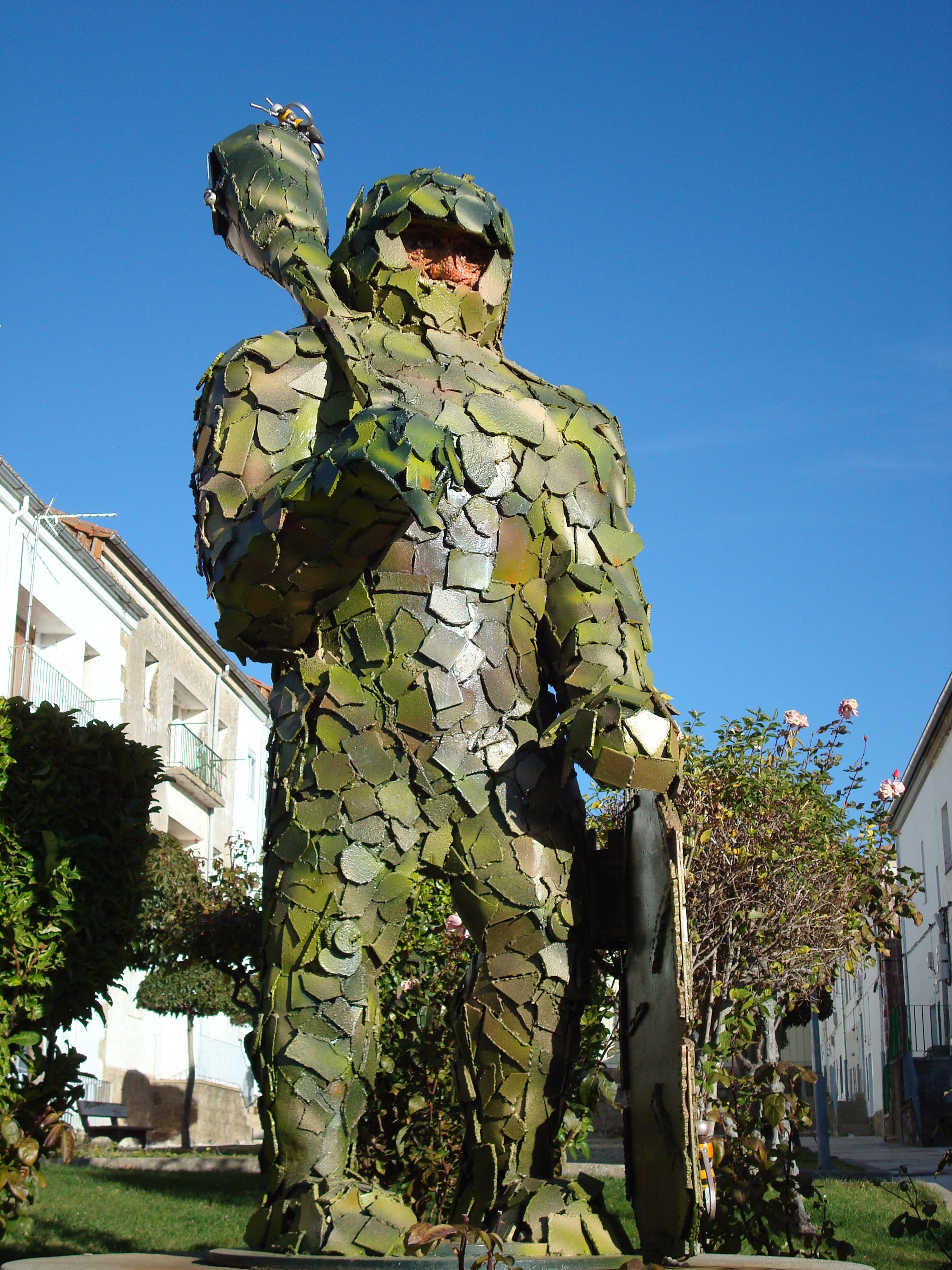
Monumento al Hombre de Musgo

Procesión de gran raigambre en Béjar, impulsada desde el siglo XIV por los señores de Béjar. Se caracteriza por ser una muestra de los poderes de la ciudad. En ella desfilan los Hombres de Musgo haciendo escolta a la bandera de España. Fiesta de interés Turístico Nacional desde el año 2010.
Cada año, en las celebraciones del Corpus Christi, unos hombres recubiertos de musgo, rememoran que un día, cuenta la leyenda, que en el reinado de Alfonso VII de León, una hueste cristiana que estaba escondida en el monte de El Castañar, inició el ataque a la fortaleza de Béjar. En una tierra verdeante, merced a la climatología húmeda de la sierra de Béjar, los atacantes optaron por recubrirse con el mejor disfraz: cubiertos de musgo se dirigieron a la fortaleza musulmana, se situaron junto a las puertas y cuando los centinelas las abrieron, confiadamente, abatieron a los vigías y luego se expandieron por la ciudad, conquistándola tras una dura y sangrienta lucha. La puerta por la que accedieron los cristianos se llamó desde entonces puerta de la Traición. En el lugar en que los atacantes se reunieron para oír misa se erigió una ermita a Santa Marina, en cuyo día se efectuó el asalto. Desde entonces se mantuvo una romería, poco después de la fiesta de Corpus.
La procesión del Corpus tiene una notable trascendencia histórica en Béjar. Se tiene constancia de su celebración desde el medievo. El elemento más curioso de este evento religioso es la presencia de los hombres de musgo, un reducido grupo de personas que desfilan en la misma recubiertas de musgo, como los primitivos atacantes cristianos. En toda la geografía española se pueden encontrar leyendas similares de hombres vestidos con pieles, ramas, etc, haciendo referencia al hombre primigenio. Pero la particularidad de Béjar es que sólo ella ha mantenido viva la tradición recreándola junto a la procesión de Corpus.
Otro de los aspectos que contribuyen a enriquecer la leyenda son las murallas, que datan del siglo XI[cita requerida] y pueden constituirse en todo un escenario natural si llega a desarrollarse el proyecto de la escenificación de la tradición.[cita requerida] Datan justo de la época en la que Castilla estuvo bajo dominación árabe.[cita requerida] Fue ampliada en el siglo XII, durante el reinado del monarca Alfonso VIII de Castilla.[cita requerida]
Semana Santa

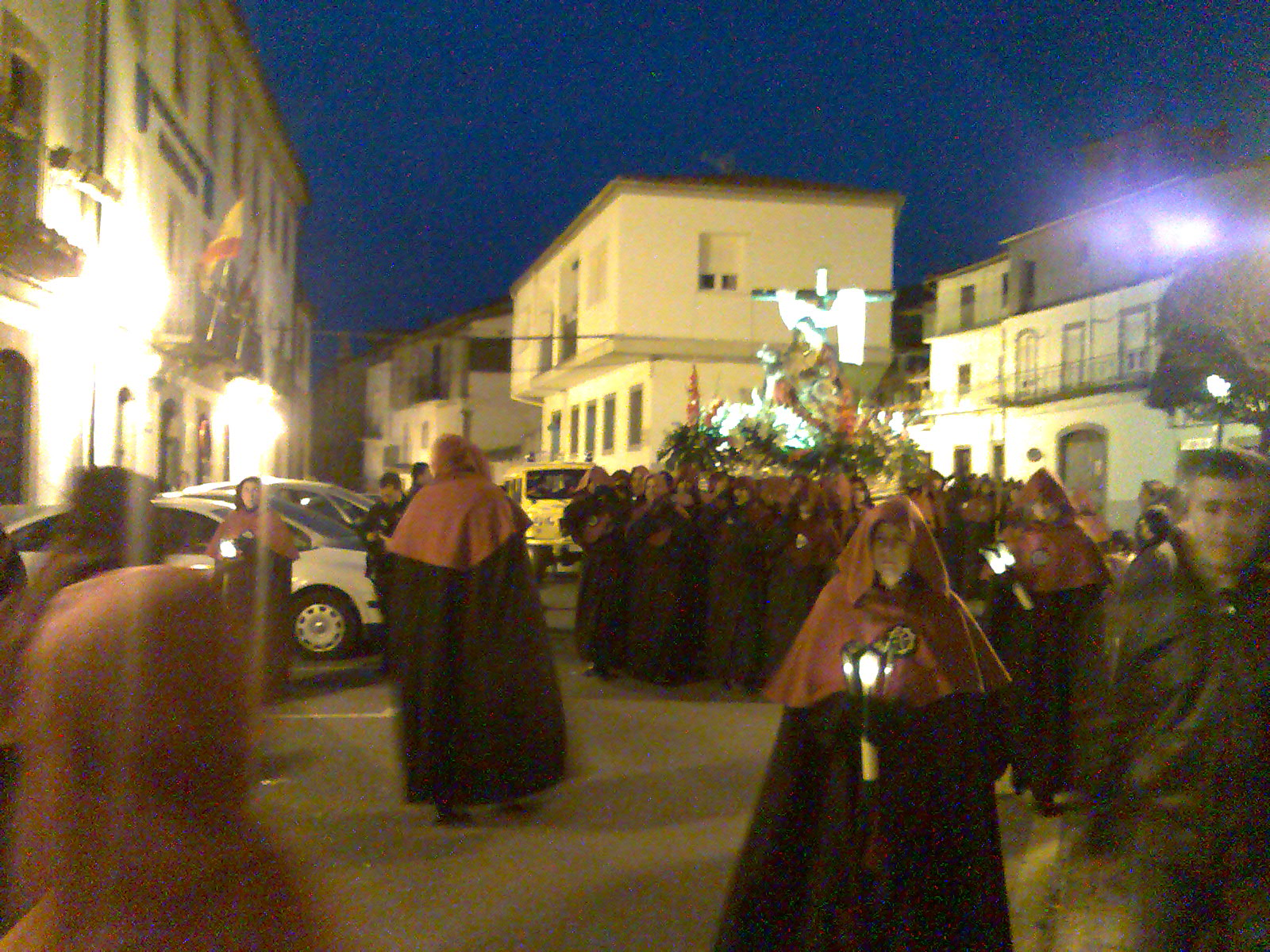
Semana Santa 2009

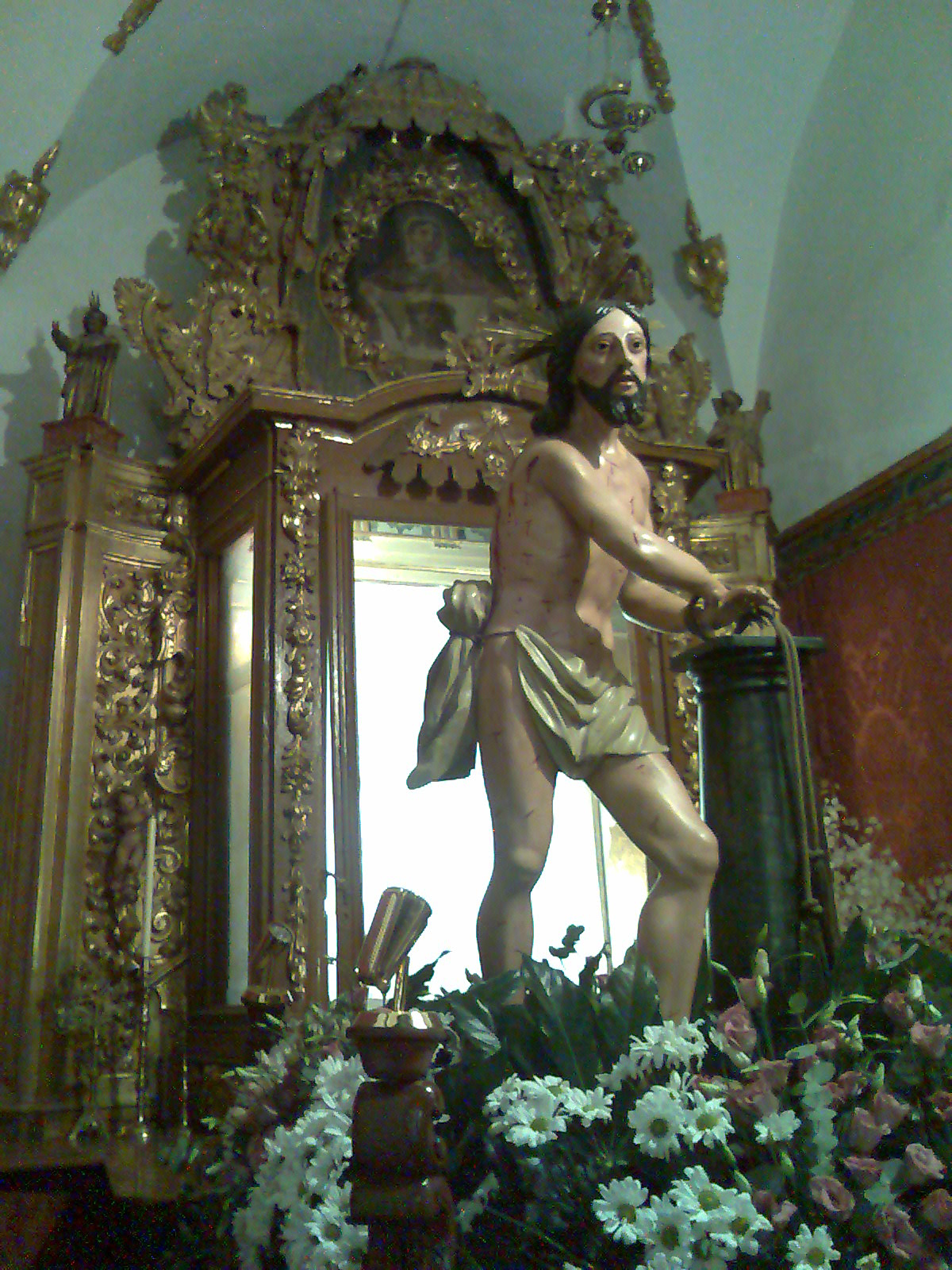
Figura de Cristo

Se celebra desde hace más de 600 años en la ciudad. Durante una semana la ciudad se llena de pasión:
- Viernes de Dolor: Viacrucis de la Antigua (Hermandad de Jesús Nazareno y Ntra. Sra. de las Angustias).
- Domingo de Ramos: Entrada de Jesús en Jerusalén (Santa Vera Cruz).
- Lunes Santo: Viacrucis (Santa Vera Cruz).
- Martes Santo: Procesión de Ntra. Sra. de la Soledad Santa Vera Cruz y hermanos de la cofradía de la Soledad de Salamanca).
- Miércoles Santo: Procesión del Silencio con Ntro. Padre Jesús Nazareno(Hermandad de Jesús Nazareno y Ntra. Sra. de las Angustias).
- Jueves Santo: Procesión de Ntra. Sra. de la Angustias (Hermandad de Jesús Nazareno y Ntra. Sra. de las Angustias).
- Viernes Santo: Procesión Infantil de Jesús de Pasión (Hermandad de Jesús Nazareno y Ntra. Sra. de las Angustias).
- Viernes Santo: Procesión general del Santo Entierro (Santa Vera Cruz).
- Sábado de Gloria: Procesión del Encuentro (Jesús resucitado-Santa Vera Cruz) y Ntra. Sra. de la Misericordia(Hermandad de Jesús Nazareno y Ntra. Sra. de las Angustias).

La Santa Vera Cruz es una de las cofradías más antiguas de España, su fundación data del año 1411.
Otros
- Ferias de Mayo: primer fin de semana. Feria de ganado vacuno y caballos. Atracciones para los más jóvenes en el nuevo recinto ferial.
- Festival de Cine Español de Béjar. Se celebra desde hace más de 10 años la primera semana de agosto.
- Festival de Música de Las Tres Culturas. Desde la declaración de la procesión del Corpus Christi como Fiesta de interés Turístico Regional se celebra en la ciudad este festival de música de las tres culturas que vivieron juntas musulmanes, judíos y cristianos.
- Día del calderillo bejarano. Más de 30 ediciones celebrando esta fiesta gastronómica el segundo domingo de agosto, donde miles de raciones para degustar el plato típico bejarano se entregan a todos los que suben al Castañar a esta peculiar tradición.
- Festival Internacional de Blues. Se celebra desde hace varios años en la plaza de toros del Castañar.
- Festival Antigua Rock - Su primera edición en 2008.
- Festival solidario Abejarock se celebra desde el año 2009. Grupo de renombre como Barricada actúan en este festival. Que se celebra en el mes de agosto en la plaza de toros de la ciudad. Todos los fondos que se obtienen son entregados a una ONG.

### Gastronomía
- Calderillo bejarano, guiso típico de patatas y carne de ternera aderezado con pimiento rojo, cebolla, guisantes y laurel.
- Patatas revueltas, patatas cocidas con pimentón y torreznos.
- Zorongollo, ensalada de pimientos rojos y tomates asados pelados y troceados, con un aliño de aceite de oliva, ajo y sal.
- Los limones, ensalada de naranjas, limón, huevo cocido o frito y chorizo aliñado con azúcar, sal, aceite de oliva y un chorrito de vino tinto.
- Hornazo, bollo anisado relleno de chorizo.
- Perrunillas, dulce típico para acompañar al café.